# Dolmen de Soto
El dolmen de Soto, datado alrededor del 3000 a. C., se encuentra en la localidad de Trigueros (Huelva), España, en el llamado paraje El Zancarrón, siendo uno de los enclaves arqueológicos más importantes entre los más de doscientos monumentos megalíticos descubiertos en la provincia de Huelva. Este dolmen es uno de los más impactantes ejemplos del neolítico en el sur del país.

## Historia
Fue descubierto en la finca La Lobita en 1922 por Armando de Soto, iniciándose inmediatamente las excavaciones, que duraron tres años, terminándose con un estudio de Hugo Obermaier. En 1931 fue declarado Monumento Nacional. Está en buen estado de conservación, pese a que fue expoliado, encontrándose en las excavaciones ocho cuerpos, colocados en cuclillas con sus ajuares correspondientes.

## Estado
Desde 1987 es de titularidad pública, dependiente de la Delegación Provincial de la Consejería de Cultura de la Junta de Andalucía. En 2008 se concluyó la primera fase de la puesta en valor de este monumento, tras unas investigaciones que lo situaron, por su anillo perimetral de más de 80 metros, como una de las mayores construcciones megalíticas de Europa Occidental. En este estudio se pudo fijar mediante dataciones de carbono 14, la fecha de su construcción hacia finales del tercer milenio.

## Estructura

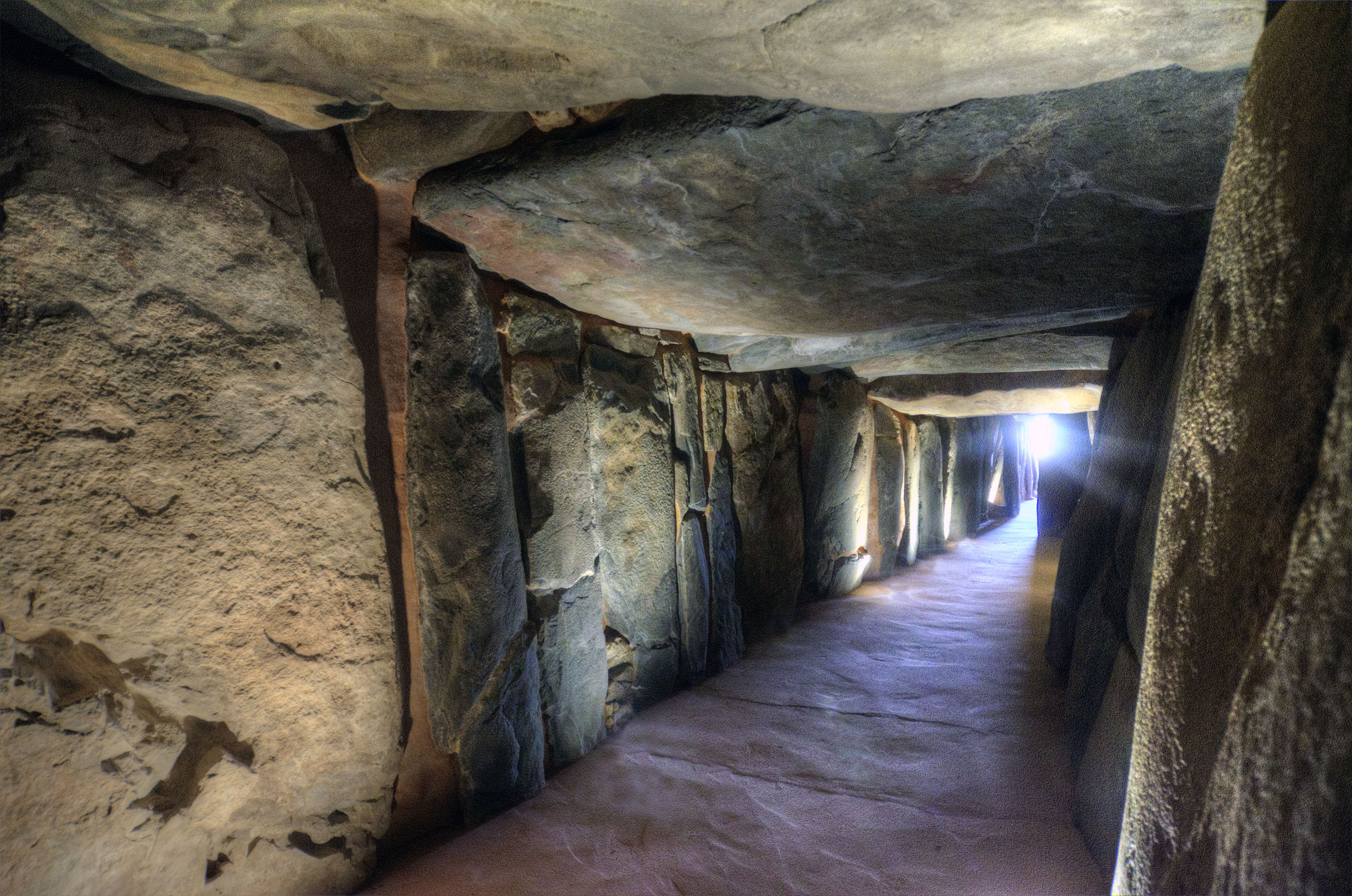
Interior del dolmen, en 2019.

Se trata de un dolmen de corredor largo (conjunto de dólmenes yuxtapuestos), siendo el más grande de los encontrados en la provincia de Huelva. Su longitud es de casi 21 m, variando su anchura desde los 0,82 m en la puerta hasta los 3,10 m en la cámara. Está orientado de Levante a Poniente, de tal manera que los primeros rayos de sol en el equinoccio, avanzan por el corredor y se proyectan en la cámara durante unos minutos.

## Investigaciones
El monumento actual es el resultado de desmontar un monumento circular anterior. Todas sus piedras están talladas, pintadas o grabadas (a veces fracturadas, por el reciclaje de piedras del anterior monumento). Entre ellas se han encontrado grabados de caza de hace 6000 años.